# Дворец труда (Харьков)
Дворец труда, известный также как Доходный дом страхового общества «Россия»  — здание в Харькове, памятник архитектуры местного значения, расположенный по адресу площадь Конституции, 1.

## Описание
Дворец труда расположен между площадью Конституции, Павловской площадью и улицей Квитки-Основьяненко с центральным фасадом по площади Конституции.
Здание насчитывает 6 этажей: по замыслу автора проекта первый был коммерческий, остальные пять жилые с 6- и 8-комнатными квартирами.
Дом имеет трапециевидную форму с закругленными углами и насчитывает 3 внутренних двора внутри.

## История
В начале XX века страховое общество «Россия» скупало землю в современном центре Харькова. На одном из таких участков в течение 1914—1916 годов было построено доходное здание по проекту архитектора Ипполита Претро.
После Октябрьского переворота здание было национализировано советской властью. В его помещение обустроили Народный комиссариат труда и Всеукраинский Совет профессиональных союзов.
2 марта 2022 года во время битвы за Харьков россияне обстреляли центральную часть города, серьезно повредив Дворец труда.
- Внутренний двор после обстрела 2 марта 2022 года
- Разбор завалов в июне 2022 года
- Разбор завалов на площади Конституции
- Детали здания после попадания